# Циклоспороз
Циклоспороз (англ. Cyclospora infection або cyclosporiasis) — протозойна інфекція, збудником якої є Cyclospora cayetanensis. Хвороба характеризується тривалою циклічною діареєю та супроводжується загальним нездужанням, анорексією, нудотою, схудненням. Хвороба перебігає з періодами загострення та ремісії.

## Актуальність
Збудник вважається ендемічним у 27 країнах тропічного регіону. Є однією з причин діареї мандрівників.
Циклоспороз не вважається смертельним захворюванням, проте найбільший ризик можливий при зневодненні, особливо у дітей через тривалу діарею. Більш тяжкий перебіг також мають пацієнти, які не мають специфічного імунітету, такі як емігранти та мандрівники. У ендемічних країнах діти часто мають безсимптомний перебіг (близько 70 %), а дорослі нечасто інфікуються. ВІЛ-інфіковані пацієнти, які не приймають для профілактики сульфаметоксазол/триметоприм, мають значний ризик розвитку хронічної та виснажливої діареї.

## Етіологія
Cyclospora cayetanensis має здатність до флюоресценції при ультрафіолетовому освітленні. Під час світлової та електронної
мікроскопії виглядають як грануловмісні цисти. Свіжовиділені цисти містять морулу 6–7 мкм у діаметрі, яка містить 8–12 глобул, розташовані у вигляді розетки. Навколо морули наявна клітинна мембрана, яка містить вдавлення в центрі ооцисти. Ендогенна внутрішньоцитоплазматична стадія розвитку Cyclospora cayetanensis відбувається всередині вакуолі. Всередині клітини вона зазнає безстатевого розмноження на мерони I та II типу. Мерозоїти меронів типу I, ймовірно, залишаються в безстатевому циклі, тоді як мерозоїти меронів типу II піддаються статевому розвитку в макрогаметоцити та мікрогаметоцити при інвазії в іншу клітину-хазяїна. Відбувається запліднення, і зигота, що утворилася, розвивається до ооцисти, яка вивільняється з клітини-хазяїна. Заразна стадія, ооциста, виділяється з фекаліями, незрілі ооцисти спорулюють у довкіллі. Щойно ооциста потрапила у випорожнення, вона не є інфекційною, тому пряма фекально-оральна передача не може відбутися Це відрізняє циклоспороз від іншої кокцидієвої хвороби — криптоспоридіоза. Нагрівання до 60 °C упродовж 60 хвилин та заморожування до –18 °C запобігає споруляції.
Деякі аспекти внутрішньоклітинної реплікації та розвитку досі невідомі, а потенційні механізми забруднення їжі та води ще вивчаються.

## Епідеміологічні особливості
Джерелом інфекції є лише людина, вхідними воротами інфекції є травний тракт. Передається при попаданні в організм інфекційних циклоспорних ооцист через забруднену їжу чи воду. У інфікованої людини в калі присутні незрілі, неінфекційні ооцисти. Вважається, що вони потребують принаймні 1–2 тижні у сприятливих умовах довкілля, щоб стати інфекційними. Тому пряма передача до людини від людини малоймовірна, як і передача через прийом всередину свіжозабрудненої їжі чи води.

## Патогенез
Основне місце локалізації збудника — тонка кишка, де відбувається його розмноження з виділенням ооцист у просвіт кишечника. Виникає еритема дистального відділу дванадцятипалої кишки, реактивна гіперемія з розширенням судин та капілярним стазом, гіперплазія крипт, ураження епітелію та часткова атрофія ворсинок.

## Клінічні прояви
Інкубаційний період зазвичай становить 1–11 днів (середній — 7 днів). У третини випадків початок захворювання — гострий, з можливим розвитком грипоподібного синдрому в продромальному періоді. Через кілька днів гострі прояви зникають, але потім у більшості хворих можуть повторитися. Інколи у пацієнта може сформуватися постійна діарея. Захворювання зазвичай триває 6–7 тижнів, але також іноді кілька місяців. Деякі прояви, такі як діарея, можуть повернутися; а деякі, такі як втома, можуть продовжуватися і після того, як шлунково-кишкові розлади минуть.
У ВІЛ-інфікованих тривалість захворювання можливе від декількох місяців до року. Основним клінічним проявом є водяниста діарея, що може супроводжуватися анорексією, втратою ваги, загальною втомою, спастичним болем у животі, метеоризмом, блюванням. Гарячка спостерігається у чверті хворих. Часто відбувається дегідратація різного ступеня.

## Діагностика
Для верифікації діагнозу необхідним є виявлення ооцист C. cayetanensis під час мікроскопії в мазках випорожнень, аспіраті та/або біоптаті дванадцятипалої кишки та /або проксимального відділу тонкого кишечника. Для аналізу через можливість виділення різної, іноді вкрай малої, кількості ооцист в різні дні слід взяти три мазки калу, які саме зібрані в різні дні. Хоча кількість ооцист у випорожненнях може істотно варіюватися, проте інфіковані особи виділяють їх безперервно. Іншим методом діагностики циклоспорозу є ПЛР. Імунологічних методів для виявлення антитіл до C. cayetanensis не розроблено.

## Лікування
Включає пероральну або внутрішньовенну регідратацію (відповідно до ступеня зневоднення) та антибіотикотерапію. Препаратом вибору є сульфаметоксазол/триметоприм. Жодного високоефективного альтернативного режиму антибіотиків поки не визначено для пацієнтів, які не реагують на стандартне лікування або мають алергію до сульфаніламидів.

## Профілактика
Ризик зараження може бути суттєво зменшено (але повністю не виключено), особливо під час подорожей у країни, що розвиваються, дотримуючись рекомендацій: миття рук милом перед їжею, вживання лише кип'яченої та/або бутильованої води, миття свіжих овочів і фруктів чистою водою, та очищення їх від шкірки. Мандрівники в ендемічні по хворобі повинні знати, що обробка води та їжі рутинною хімічною дезінфекцією чи санітарними методами навряд чи знешкодить збудника. Специфічні методи профілактики не розроблені.